# Viola carpatica
Viola carpatica är en violväxtart som beskrevs av Borb.. Viola carpatica ingår i släktet violer, och familjen violväxter. Inga underarter finns listade i Catalogue of Life.